# PlanetSide Arena
PlanetSide Arena est un jeu de tir à la première personne en ligne massivement multijoueur de la franchise PlanetSide, développé par Daybreak Game Company. Après plusieurs reports, il sort le 18 septembre 2019. Quatre mois plus tard, les serveurs ferment par manque de fréquentation.

## Système de jeu
Le jeu est un MMOFPS de science-fiction qui se déroule sur la planète Auraxis. Les trois factions traditionnelles de la franchise jouent un rôle bien moins important que dans PlanetSide et PlanetSide 2 car les soldats de PlanetSide Arena sont des mercenaires.
PlanetSide Arena fonctionnait différemment de ses prédécesseurs. il proposait un mode battle royale comportant trois styles de jeu : combat individuel à 100 joueurs, combat en trio à 102 joueurs et 250 contre 250 (Massive Clash). D'autres modes de jeu, comme capture de drapeau, match à mort ou conquête, devaient être ajoutés au fil des saisons,.
Les trois premières classes disponibles étaient la classe d'assaut, la classe ingénieur et la classe médecin. Chaque soldat disposait d'un jet-pack, et pouvait accéder à des véhicules de transport qui lui permettaient de parcourir la carte. Celle-ci, baptisée Echoes of Amerish (en référence au continent des deux précédents opus) mesurait 4 km2.

## Développement
Le jeu est annoncé le 13 décembre 2018 sur Twitch. Sa sortie est initialement prévue pour le 29 janvier 2019. Le jeu est repoussé au 26 mars 2019 et sort finalement le 18 septembre 2019 en accès anticipé.
Planetside Arena est d'abord annoncé en deux versions payantes, avant de sortir sous l'étiquette free-to-play.
En octobre, Daybreak Games qualifie PlanetSide Arena de tremplin (« stepping stone ») vers le prochain opus de la série, PlanetSide 3.